# Grodnos getto
Grodnos getto var ett getto i Grodno som inrättades av nazisterna i november 1941 i västra Belarus. Omkring 25 000 judar deporterades därifrån till förintelselägren Treblinka och Auschwitz.